# Гранит (Орегон)
Гранит (енгл. Granite) град је у америчкој савезној држави Орегон.

## Демографија
По попису из 2010. године број становника је 38, што је 14 (58,3%) становника више него 2000. године.
| Група             | 2000.      | 2010.      |
| Белци             | 23 (95,8%) | 34 (89,5%) |
| Афроамериканци    | 0 (0,0%)   | 0 (0,0%)   |
| Азијати           | 0 (0,0%)   | 0 (0,0%)   |
| Хиспаноамериканци | 1 (4,2%)   | 2 (5,3%)   |
| Укупно            | 24         | 38         |